# Wendischbora
Wendischbora ist ein Gemeindeteil der sächsischen Stadt Nossen im Landkreis Meißen.

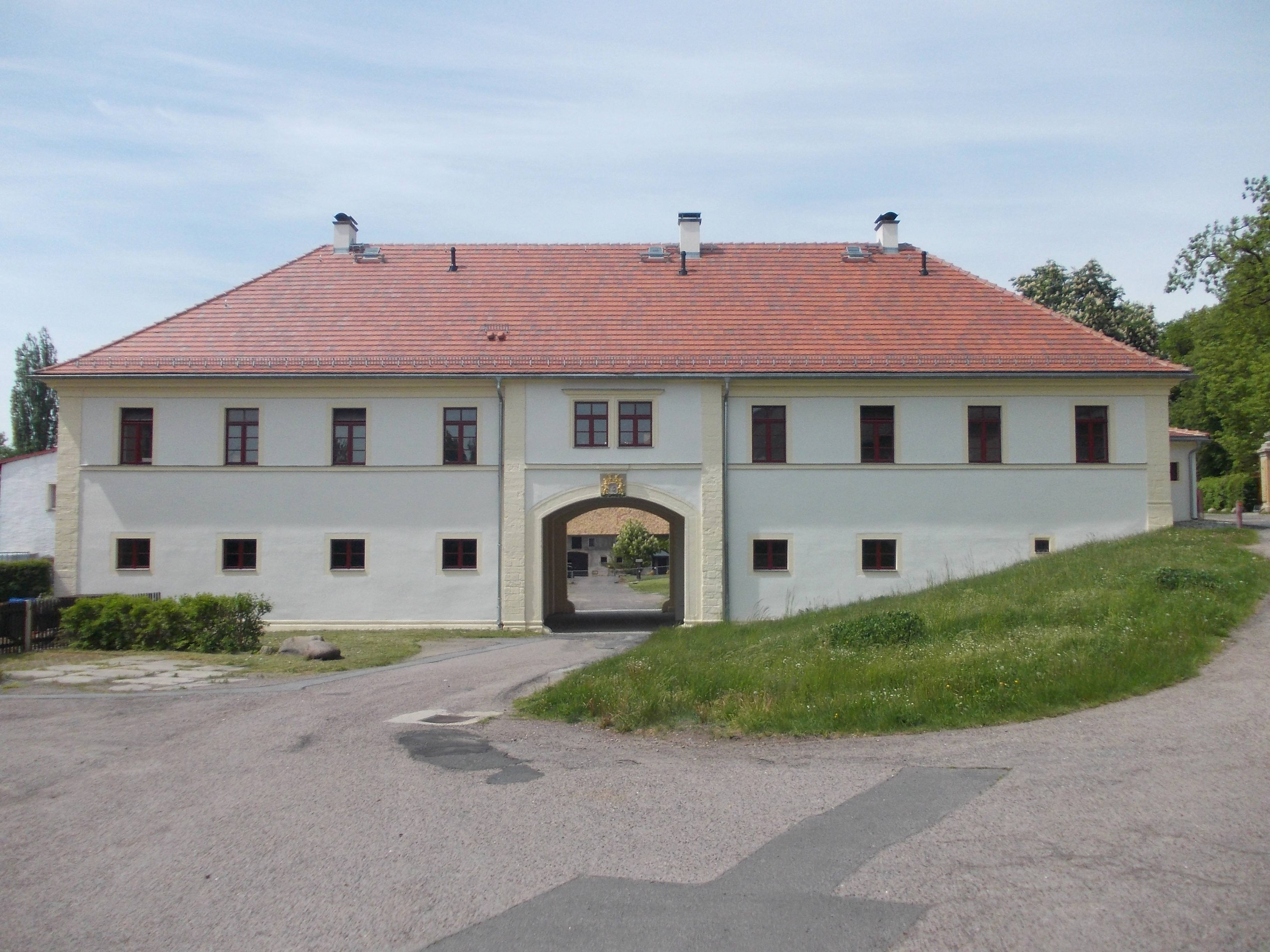
Torhaus des Rittergutes

## Geografie
Wendischbora liegt etwa 4,5 Kilometer nordöstlich von Nossen in der Mitte Sachsens. Durch Wendischbora fließt der Reißigbach. Durch den Ort führt in Süd-Nord-Richtung die Bundesstraße 101 Freiberg–Meißen. Südwestlich des Ortes verläuft die Bundesautobahn 14, die nächstgelegene Anschlussstelle ist Nossen-Ost.
Nachbarorte von Wendischbora sind Gohla im Norden, Katzenberg und Wunschwitz im Nordosten, Mahlitzsch im Osten, Mergenthal und Deutschenbora im Südosten, Eula im Süden, Nossen im Südwesten, Gruna im Westen sowie Ilkendorf im Nordwesten.

## Geschichte

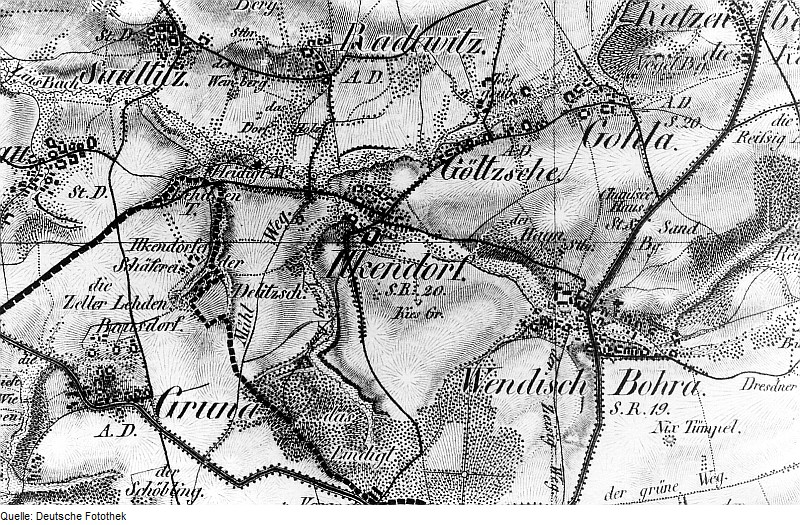
Wendischbora auf einer Karte von Hermann Oberreit (vor 1843)

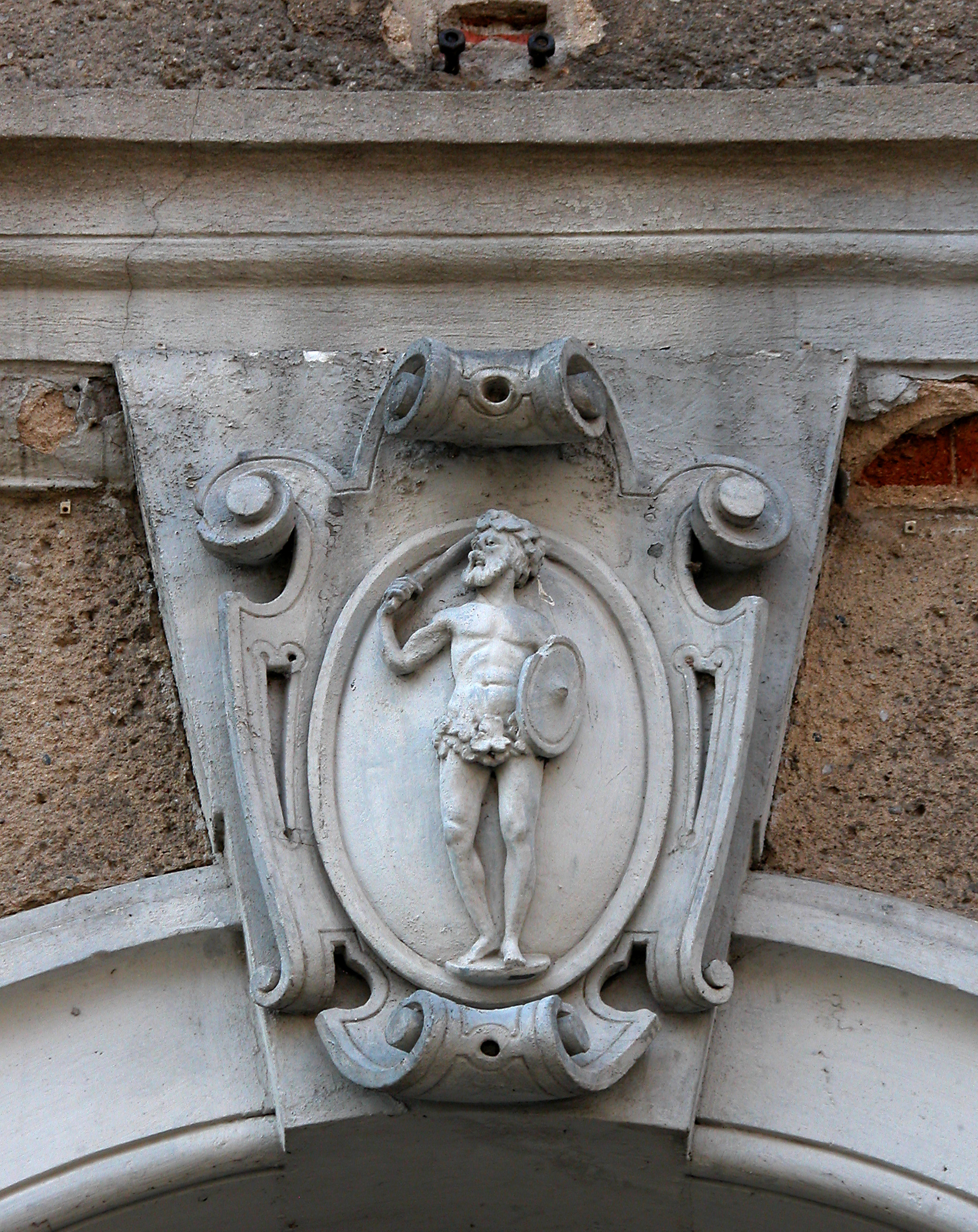
Schlussstein über dem Hausportal mit einem Teil des von Wöhrmannschen Wappens (2007)

Wendischbora ist ein platzartiges Reihendorf mit Gutsblock- und Streifenflur.
Die erste belegte Ortsnamenform datiert von 1334 als Bor slavicum. 1354 schreibt man Wyndyschin Boyr. Die Ortsnamen legen nahe, dass das Dorf vollständig oder teilweise von Sorben gegründet und/oder bewohnt wurde. Die waldhufenähnliche Streifenflur lässt deutschen Einfluss vermuten.
Wendischbora befand sich bereits 1301 im Besitz des Ritters Dietrich von Bora und wurde 1372 erstmals schriftlich als Rittersitz nachgewiesen.
Der Rittersitz gelangte in der Mitte des 14. Jahrhunderts für lange Zeit an die Familie von Maltitz, wurde 1551 als Rittergut erwähnt und ging 1612 an die Familie von Schleinitz über. 1651 übernahm Heinrich von Ende das Rittergut Wendischbora, verstarb aber noch im gleichen Jahr. Das gleiche Schicksal ereilte Thim Albrecht Preuß, der das Rittergut 1664 erworben hatte und ebenfalls noch im selben Jahr starb. 1662 grassiert im Ort die Pest. Von 1733 bis 1760 besaß Heinrich August Preuß das Rittergut. Nachfolgebesitzer wurde die Familie von Bomsdorff, die Wendischbora 1800 an Heinrich Friedrich August von Röder verkaufte.
August Schumann nennt 1825 im Staats-, Post- und Zeitungslexikon von Sachsen Wendischbora betreffend u. a.:

„[…] gehört mit beiden Gerichten zum dasigen altschriftsässigen Rittergute, jetzt also dem preuß. Major Röder v. Bomsdorf. Es liegt am Wege von Siebenlehn nach Meissen, […], in einer etwas hohen, jedoch nicht rauhen, dabei fruchtbaren, hügeligen und angenehmen Gegend, […]. Der Ort hat, in 40 Häusern, wenig über 200 Bewohner, ein Wirthshaus, eine Pfarrkirche und Schule unter der Inspection Meissen (Zehrenschen Cirkels) und herrschaftlicher Collatur. […] nach mehreren Nachrichten wäre hier ein Closter gewesen, welches sich jedoch wohl nur auf einen Altzellischen Closterhof, der vielleicht einem dortigen Canonicus zur Pfründe diente, reducirt. Man hält Wendischenbore für dasjenige Bore, welches 1071 ein vornehmer Wende, Namens Bor, dem Stifte Meissen überließ, und wo 1278 Heinrich der Erlauchte dem Closter Altzelle erlaubte, die alte Schmelzhütte beim Closterhofe wieder aufzurichten – ein Beweis für das hohe Alter des hiesigen, schon längst entschlafenen Bergbaues. […] Zum Rittergut gehört das ¼ Stunde südlich entlegene Vorwerk, das Preußische Vorwerk nach seinem Gründer genannt, ferner das Dorf Mahlitzsch, wo ein Kalkofen besteht, und endlich Simselwitz, welches jedoch eigentlich ein Gericht für sich bildet […]; hier übt auch das Rittergute die Collatur aus. […] Auf dem Gute haften 1 ½ Ritterpferde, und es gehört zu den nutzbarsten der Gegend.“

1833 brannten Rittergut mit Schloss sowie die im Gelände befindliche Kirche nieder, letztere wurde bis 1834 an anderem Standort neu errichtet. 1863 wütete wieder ein Großfeuer im Ort, wovon 7 Gehöfte betroffen waren.
1835 gingen Rittergut und Schloss an Henriette Ernestine von Feilitzsch, die den Wiederaufbau veranlasste. Nach ihrem Tod 1851 ging der Besitz an die Familie von Wöhrmann, vertreten durch den Politiker Christian Heinrich von Wöhrmann, die 1890 weiter als Besitzer aufgeführt war. Um
1910 betrieb die Familie von Wöhrmann das Gut nicht selbst, es war verpachtet. Nur 16 ha für den Eigenbedarf wurden genutzt.

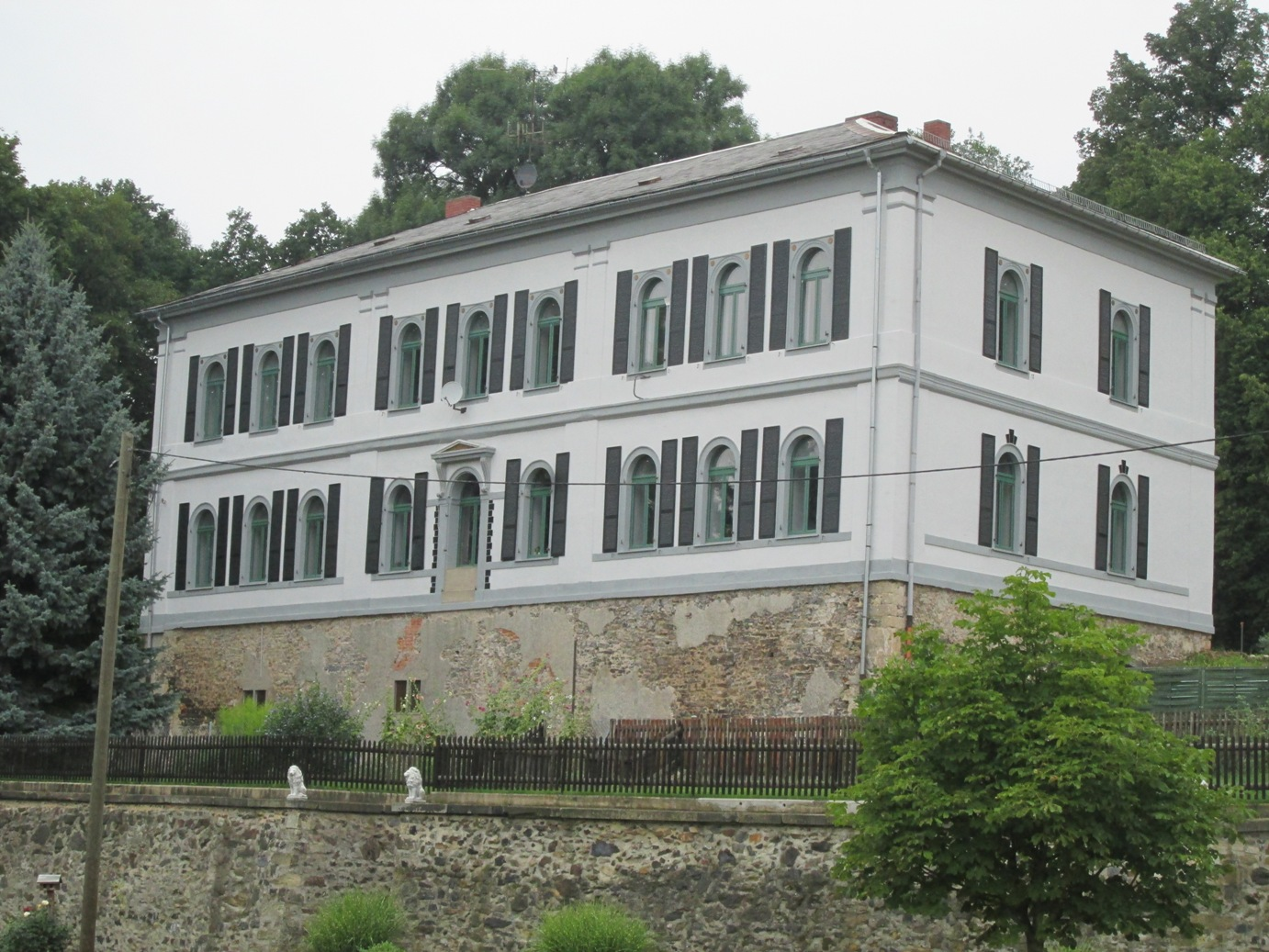
Schloss Wendischbora 2014

Die Familie von Schwerdtner kam in den Besitz durch Heirat der Anna Freiin von Wöhrmann (1857–1934) mit dem Kammerherrn und Rittmeister Gabriel Heinrich von Schwerdtner. Ihr Sohn Friedrich Leo von Schwerdtner, Oberstleutnant z. V. und Rechtsritter des Johanniterordens, war der letzte Besitzer von Schloss Wendischbora mit 250 ha Gutsfläche, der zweite Sohn Fritz Leo von Schwerdtner (1911–1939) blieb als Offizier im Krieg. Sein Vater übernahm die Besitzung 1930 und wurde 1945 enteignet. Zu DDR-Zeiten diente das Schloss als Kindergarten und Wohnhaus. 2013 kaufte die holländische, in Tschechien wohnende Familie Ramp das ruinöse, leerstehende Schloss mit Park. Innerhalb von 6 Monaten wurde es entkernt und nach dem Originalentwurf von 1833 des italienisch inspirierten Architekten Hans Woldemar Herrman renoviert. Die heutigen Weinkeller gehen auf das Jahr 1300 zurück.
1935 wurde Mahlitzsch eingemeindet, 1936 kam durch Umgliederung der bisher zur Landgemeinde Gohla gehörende Ortsteil Neugohla zur Gemeinde Wendischbora. Durch im Zuge der Germanisierung von Ortsnamen unter nationalsozialistischer Herrschaft trug Wendischbora ab dem 1. November 1937 den Namen „Altenbora“, 1949 wurde dies wieder rückgängig gemacht.
Zum 1. Januar 1973 wurde die Gemeinde Wendischbora in die Gemeinde Heynitz eingegliedert. Letztere wurde am 1. Januar 2003 in die Stadt Nossen eingegliedert, womit es seitdem ein Gemeindeteil von Nossen ist.

### Entwicklung der Einwohnerzahl
| Jahr    | Einwohnerzahl                                         |
| ------- | ----------------------------------------------------- |
| 1547/51 | 11 besessene Mann, 9 Häusler, 22 Inwohner, 15 ½ Hufen |
| 1764    | 12 besessene Mann, 3 Wüstungen, 15 Häusler, 9 ½ Hufen |
| 1834    | 264                                                   |
| 1871    | 352                                                   |

| Jahr  | Einwohnerzahl |
| ----- | ------------- |
| 1890  | 361           |
| 1910  | 353           |
| 1925  | 343           |
| 19391 | 429           |

| Jahr   | Einwohnerzahl |
| ------ | ------------- |
| 1946 1 | 703           |
| 1950 1 | 673           |
| 1964 1 | 567           |
| 2019   | 370           |

### Kirche Wendischbora

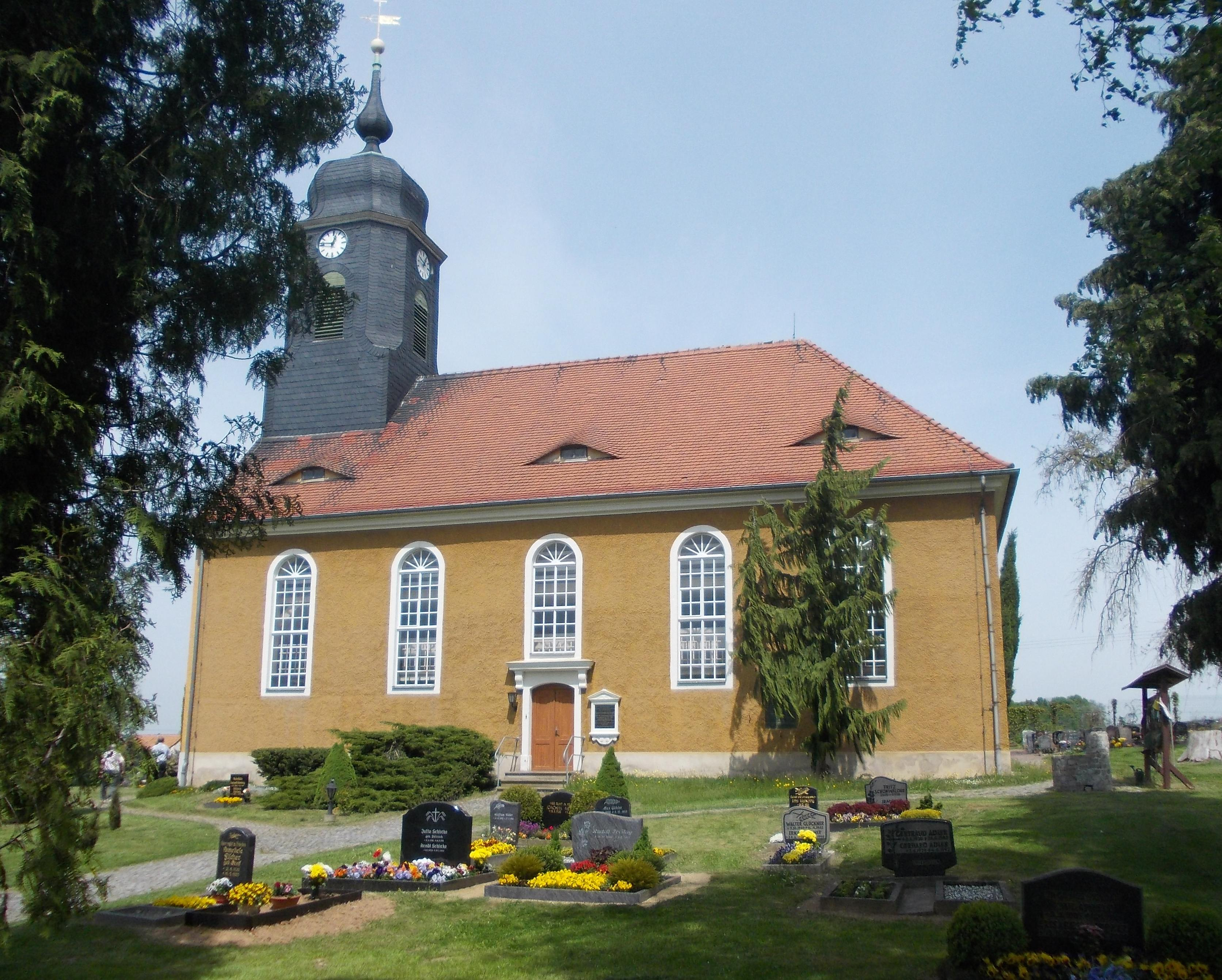
Kirche Wendischbora

Einem Großbrand infolge Blitzschlag im Rittergutsgelände am 16. Februar 1833 fiel auch die damalige Kirche zum Opfer. Da der Kirchbau bereits 1632 durch einen Brand in Mitleidenschaft gezogen wurde, wählte man einen neuen, etwas abseits des Ortes gelegenen Standort auf dem Schäferfeld des Rittergutes. Grund und Boden erwarb die Kirchgemeinde durch Gebietstausch mit dem Rittergut. Nach nur einjähriger Bauzeit konnte am 23. November 1834 Kirchweih gefeiert werden. Die Gesamtkosten beliefen sich auf 4117 Taler. Als Baumeister werden Ratszimmermeister Christian Friedrich Preußler sowie Amtsmaurermeister Karl August Hofmann aus Nossen genannt. Der Gesamtaufriss des Baus ist bis heute unverändert, lediglich die Ausmalung wurde anlässlich der 50-Jahr-Feier 1884 auf Betreiben der Patronin Freifrau von Wöhrmann umfassend erneuert. 1898 erhielt die Kirche eine Heizmöglichkeit durch einen so genannten Wasseralfinger Ofen. 1998 wurde eine elektrische Heizung eingebaut, ein Jahr darauf wurde der Innenraum neu gestrichen. Der Kanzelaltar wurde 1884 von Woldemar Kandler neu gestaltet. Die Orgel entstammt der Werkstatt Müller/Reiß aus Neugersdorf, 1905 wurde sie durch Orgelbaumeister G. H. Schäfer aus Freiberg umdisponiert, 2007 erfolgte eine Generalüberholung. Die drei Glocken wurden 1834 gegossen, die kleine Glocke wurde vom Königlich-Sächsischen Stückgießer Johann Gotthelf Große aus Dresden gegossen. Die vom Dresdner Kunstglaser Bruno Urban gestalteten Buntglasfenster stammen aus den Jahren 1888/89 und wurden 2003 restauriert. Die übrigen Kirchenfenster wurden im Jahr 2000 gänzlich neu geschaffen.